# Aschema
Genre
Aschema est un genre d'araignées aranéomorphes de la famille des Zodariidae.

## Distribution
Les espèces de ce genre sont endémiques de Madagascar.

## Liste des espèces
Selon World Spider Catalog (version 17.5, 16/10/2016) :
- Aschema madagascariensis (Strand, 1907)
- Aschema pallida Jocqué, 1991

## Publication originale
- Jocqué, 1991 : A generic revision of the spider family Zodariidae (Araneae). Bulletin of the American Museum of Natural History, no 201, p. 1-160 (texte intégral).